# R Cancri
R Cancri è una gigante rossa di magnitudine 7,13 situata nella costellazione del Cancro. Dista circa 2000 anni luce dal sistema solare.

## Osservazione
Si tratta di una stella situata nell'emisfero celeste boreale; grazie alla sua posizione non fortemente boreale, può essere osservata dalla gran parte delle regioni della Terra, sebbene gli osservatori dell'emisfero nord siano più avvantaggiati. Nei pressi del circolo polare artico appare circumpolare, mentre resta sempre invisibile solo in prossimità dell'Antartide. Essendo di magnitudine pari a 7,1, non è osservabile ad occhio nudo; per poterla scorgere è sufficiente comunque anche un binocolo di piccole dimensioni, a patto di avere a disposizione un cielo buio.
Il periodo migliore per la sua osservazione nel cielo serale ricade nei mesi compresi fra dicembre e maggio; da entrambi gli emisferi il periodo di visibilità rimane indicativamente lo stesso, grazie alla posizione della stella non lontana dall'equatore celeste.

## Caratteristiche fisiche
La stella è una gigante rossa, una stella pulsante variabile del tipo Mira; la sua luminosità oscilla tra le magnitudini 6,07 e 11,9 in un periodi di circa 357 giorni.